# 적응면역

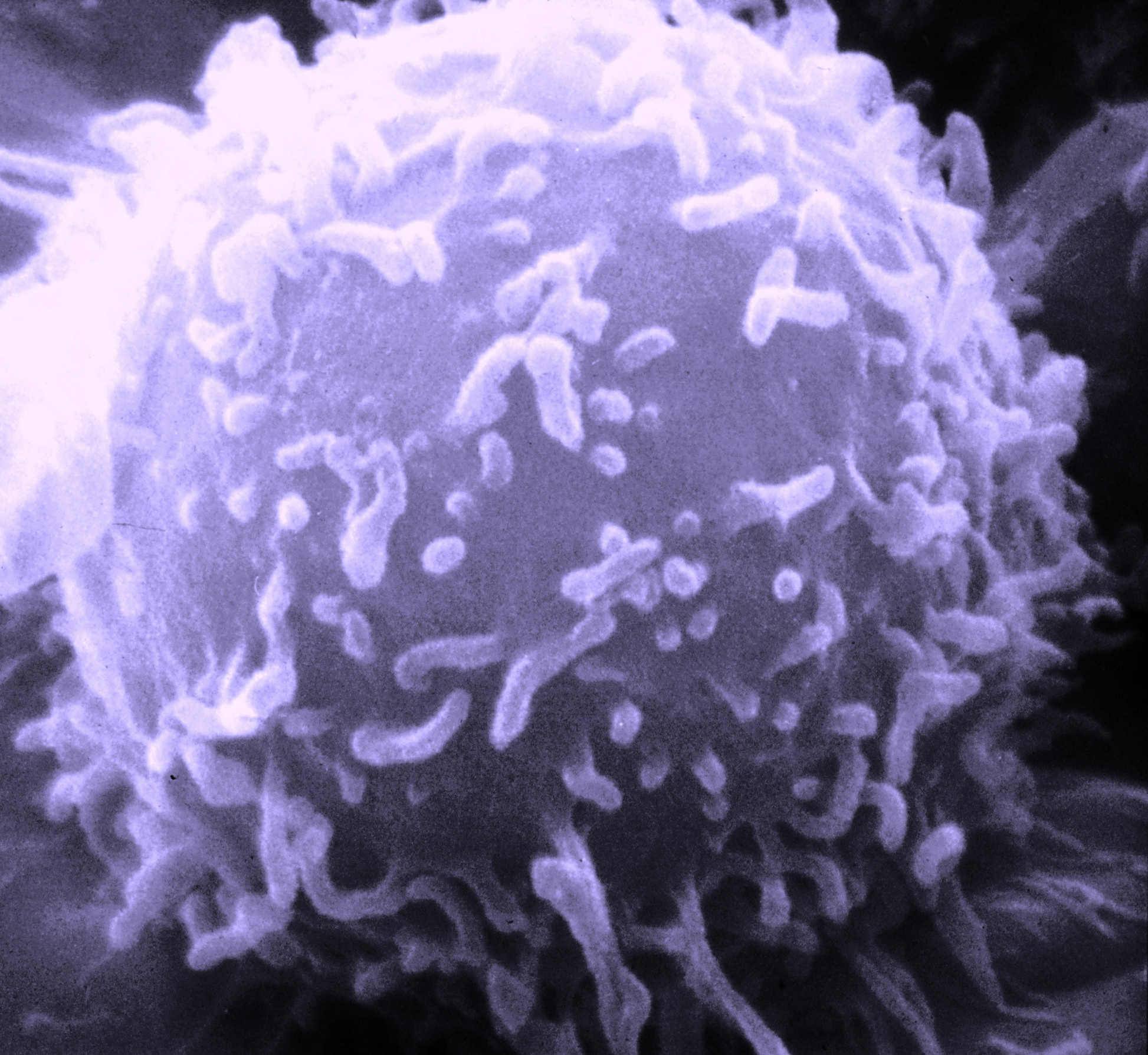
전자현미경으로 본 면역의 핵심 사람의 림프구

적응면역(適應免疫, 영어: adaptative immunity), 후천 면역(後天免疫, 영어: acquired immunity) 또는 후천성 면역 또는 특이 면역 또는 2차 방어작용 또는 획득 면역은 질병에 걸렸거나 예방 접종 등을 함으로 얻어지는 면역을 말한다. 적응면역은 척추 동물에서 발견되는 내재면역과 더불어 두 가지 주요 면역 전략 중의 하나이다.

## 적응면역의 원리
적응면역은 특정 병원체에 대해 초기 반응 후 면역 방법에 대한 대응 조직을 생성하고, 면역 물질을 만들어서 지속적인 반응과 모니터링을 통해서 대응 프로세스를 확립시킨다. 이 면역 과정은 예방 접종의 기본 반응과 동일하다. 내재면역과 동일하게, 적응면역은 면역시 발생한 체액과 세포 매개 면역 성분을 모두 포함한다.

## 적응면역의 장점과 단점
내재면역과는 다르게, 적응면역은 특정 병원체에 작용한다. 적응면역은 장기적인 보호 기능을 제공한다. 예를 들면, 홍역에서 회복되어 적응면역을 가진 사람은 일반적으로 홍역으로부터 평생 면역을 갖는다. 하지만, 모든 병이 다 올바르게 적응면역을 갖게 되는 것은 아니다. 수두의 경우의 예를 들면, 적응면역 시스템은 침입한 수두 병원균과 그 병원균이 생성하는 독성 물질을 파괴한다. 하지만, 적응면역은 유해한 물질을 완벽하게 구별해 낼 수 없다. 그래서 수두에 적응면역이 생긴 사람은 다른 물질에 알레르기 등이 생길 수 있다.

## 적응면역의 작용
항원은 적응면역 반응을 이끌어 내는 물질이다. 적응면역을 수행하는 세포는 림프구로 알려진 백혈구이다. 항체 반응 및 세포 매개 면역 반응은 백혈구의 일종인 B세포와 T세포의 두 가지 세포에 의해 진행된다. 항체 반응에서 B세포는 면역 글로불린으로 알려진 단백질인 항체를 분비하도록 활성화 된다. 항체는 혈류를 통과하여 외부에서 들어온 항원에 결합하여 항원이 숙주내의 세포에 결합하지 못하게 하여 항원의 활동을 방해한다.
적응면역 시스템에서 한번 면역에 성공하면, 보통 일생 동안 해당 면역 체계를 달성할 수 있다. 면역 시스템이 항원에 특정한 수용체를 만들 수 있다는 것은 일생 동안 해당 면역을 처리할 수 있게 몸의 면역이 변경된 것이고, 이것을 "적응성"이라고 부른다. 이런 작용은 적은 수의 유전자가 방대한 수의 상이한 항원 수용체를 생성할 수 있게 한다. 세포의 분열과 생식 상에서 발생하는 유전자 재배열은 각 세포의 DNA에 돌이킬 수 없는 변화를 가져올 수 있다. 따라서, 면역 세포인 B세포와 T세포는 동일한 수용체 제작 유전자를 상속 받는데, 이것이 지속적인 면역이 일어나는 과정의 핵심이다.
이런 복제 기반의 면역 전달 이론은 HIV 백신을 찾는데 적용하고 있는 상황이다.

## 적응면역 기능
적응성 면역계의 주요 기능은 다음과 같다.
- 항원 검사 과정 동안 원래 존재했던 정상 세포인지 침투한 항원인지를 검사.
- 특정 병원체 또는 병원체가 감염시킨 세포를 최대한 제거한다.
- B세포 및 T세포에 면역물질 생성을 기억시켜 면역 기억능력 생성.
- 인간의 경우 적응면역계가 유의미한 반응을 보이는데 약 4~7일 소요.

## 같이 보기
- 내재면역
- 수동 면역
- 예방 접종